# Beacon (Iowa)
Beacon es una ciudad situada en el condado de Mahaska, en el estado de Iowa, Estados Unidos. Según el censo de 2000 tenía una población de 518 habitantes.

## Geografía
Según la Oficina del Censo de los Estados Unidos, la localidad tiene un área total de 2,61 km², la totalidad de los cuales corresponden a tierra firme.

## Demografía
Según el censo de 2000, había 518 personas, 208 hogares y 153 familias residiendo en la localidad. La densidad de población era de 198,65 hab./km². Había 217 viviendas con una densidad media de 83,0 viviendas/km². El 96,53% de los habitantes eran blancos, el 0,39% afroamericanos, 0,58% amerindios y el 2,51% pertenecía a dos o más razas. El 0,39% de la población eran hispanos o latinos de cualquier raza.
Según el censo, de los 208 hogares, en el 31,7% había menores de 18 años, el 57,2% pertenecía a parejas casadas, el 11,1% tenía a una mujer como cabeza de familia, y el 26,0% no eran familias. El 21,2% de los hogares estaba compuesto por un único individuo, y el 6,7% pertenecía a alguien mayor de 65 años viviendo solo. El tamaño promedio de los hogares era de 2,49 personas, y el de las familias de 2,85.
La población estaba distribuida en un 25,1% de habitantes menores de 18 años, un 10,4% entre 18 y 24 años, un 27,6% de 25 a 44, un 23,9% de 45 a 64, y un 12,9% de 65 años o mayores. La media de edad era 35 años. Por cada 100 mujeres había 109,7 hombres. Por cada 100 mujeres de 18 años o más, había 100,0 hombres.
Los ingresos medios por hogar en la localidad eran de 32.000 dólares ($), y los ingresos medios por familia eran 35.469 $. Los hombres tenían unos ingresos medios de 31.500 $ frente a los 26.641 $ para las mujeres. La renta per cápita para la ciudad era de 16.972 $. El 8,8% de la población y el 5,5% de las familias estaban por debajo del umbral de pobreza. El 8,7% de los menores de 18 años y el 16,4% de los habitantes de 65 años o más vivían por debajo del umbral de pobreza.